# Рыбенко (Польша)
Рыбенко (пол. Rybienko [rɨˈbjɛnkɔ]) —  деревня  в административном районе Гмина Гневино, в округе Вейхерово, Поморского воеводства, на севере Польши. она расположена примерно в 7 километров (4 миль) к юго-востоку от Гневино, 15 км (9 миль) северо-западу от Вейхерово, и 50 км (31 миль) северо-западу от областного центра Гданьска.

## Список литературы
1. ↑  https://bdl.stat.gov.pl/api/v1/data/localities/by-unit/042214015052-0161861?var-id=1639616&format=jsonapi
2. ↑  Central Statistical Office (GUS) - TERYT (National Register of Territorial Land Apportionment Journal) (неопр.) (1 июня 2008). Дата обращения: 1 февраля 2018. Архивировано 17 сентября 2008 года.